# Simon Meyanga
Simon Meyanga est un communicateur ex Chef cellule communication de la CNPS et membre du RDPC au Cameroun.

## Biographie

### Enfance, éducation et débuts
Simon Meyanga est journaliste de formation.

### Carrière
Il travaille comme communicateur pour la CNPS,. 
Limogé, il meurt le 10 mai 2020 au CHU de Yaoundé.